# Acmopolynema plaumanni
Acmopolynema plaumanni är en stekelart som beskrevs av Yoshimoto 1990. Acmopolynema plaumanni ingår i släktet Acmopolynema och familjen dvärgsteklar. Inga underarter finns listade i Catalogue of Life.